# 장렬 제7기병대
장렬 제7기병대(They Died With Their Boots On)는 미국에서 제작된 라울 월쉬 감독의 1941년 드라마, 전쟁 영화이다. 에롤 플린 등이 주연으로 출연하였다.

## 출연

### 주연
- 에롤 플린
- 올리비아 드 하빌랜드
- 아서 케네디
- 시드니 그린스트리트
- 진 로크하트
- 앤서니 퀸
- 엘레노 파커